# Stressvakantie
Stressvakantie is een Vlaams programma dat uitgezonden wordt op de commerciële zender VTM vanaf 3 september 2009. Het programma gaat over Vlamingen die op vakantie heel wat zorgen hebben. Tine Van den Brande en Desiré Naessens gaan in de afleveringen op zoek naar de verantwoordelijken voor deze problemen en proberen deze aan te pakken.
Zomer 2010 waren er weer opnames voor een nieuw seizoen. Dit tweede seizoen was in het najaar van 2010 te zien.
In het najaar van 2011 volgde ook een derde reeks van zes afleveringen, waarvan de opnames in de zomer van 2011 vielen. In het najaar van 2012 volgde een vierde seizoen, en in het voorjaar van 2013 wordt het vijfde seizoen onder de naam Stressvakantie Winter uitgezonden.
Intussen zijn Desiree en Tine in het buitenland erg bekend geworden. In veel gevallen worden ze herkend en buiten gezet in accommodaties over heel Europa.

## Concept
In het programma gaan Tine en Desiré op zoek naar mensen die stress hebben op vakantie. Mensen die een villa boekten die helemaal niet bestaat of een tweepersoonskamer krijgen terwijl je een kamer voor drie had gereserveerd zijn slechts enkele van de problemen die aangepakt worden in het programma.
Nadat ze de problemen vaststellen proberen de presentatoren er ook iets aan te doen. Praten met de kok, de verantwoordelijke van het hotel, de eigenaar van de huisjes, enzovoorts.

## Stressvakantie Winter
In december 2012 starten de opnames voor het vijfde seizoen, dat werd omgedoopt tot Stressvakantie Winter. Het concept blijft hetzelfde, maar deze keer worden gezinnen op wintersportvakantie ter hulp geschoten.

## Trivia
- In Nederland is het  format bekend onder de titel Red mijn vakantie!.